# Italomat-Dogo
La Italomat-Dogo (Código UCI: CID) es un equipo ciclista argentino de categoría Amateur. 
Durante la temporada 2017 corrió como equipo Continental.

## Material ciclista
El equipo utiliza bicicletas Ridley y componentes Rotor.

## Clasificaciones UCI
Las clasificaciones del equipo y de su ciclista más destacado son las siguientes:

### UCI America Tour
| Temporada | Clasificación por equipos | Mejor corredor     | Posición |
| 2017      | 43.º                      | Sebastián Trillini | 202.º    |

## Palmarés
Para años anteriores véase: Palmarés del Italomat-Dogo.

### Palmarés 2017

#### Circuitos Continentales UCI
| Fechas | Circuito | Carreras | Ganador |
|        |          |          |         |

## Plantillas
Para años anteriores, véase Plantillas del Italomat-Dogo

### Plantilla 2017
| Integrantes del equipo 2017               | Integrantes del equipo 2017 | Integrantes del equipo 2017              | Integrantes del equipo 2017 |
| Corredor                                  | Fecha de nacimiento         | Equipo previo                            |                             |
| ----------------------------------------- | --------------------------- | ---------------------------------------- | --------------------------- |
| Tomas Alcacer                             | 21 de junio de 1998         |                                          |                             |
| Antônio Da Matta                          | 7 de marzo de 1992          |                                          |                             |
| Aitor Escobar (1 de ene–10 de abr)        | 27 de abril de 1991         | Inteja-MMR Dominican cycling team (2016) |                             |
| Sergio González                           | 1 de septiembre de 1980     |                                          |                             |
| Iñaki Gozálbez                            | 5 de enero de 1991          |                                          |                             |
| Martín Hernández                          | 31 de marzo de 1979         |                                          |                             |
| Said Mansur                               | 15 de junio de 1995         |                                          |                             |
| Juan Melivillo                            | 22 de abril de 1989         |                                          |                             |
| Miguel Ángel Montes                       | 26 de febrero de 1987       |                                          |                             |
| Jaime Ramírez                             | 20 de enero de 1989         |                                          |                             |
| Sebastián Trillini                        | 16 de abril de 1994         | Unieuro Wilier (2015)                    |                             |
| Wilmer Ulloa                              | 9 de marzo de 1991          |                                          |                             |
|                                           |                             |                                          |                             |
| Fuentes: ProCyclingStats Cycling Quotient |                             |                                          |                             |